# Варпаховский, Пётр Евдокимович
Пётр Евдокимович Варпаховский (1791—1855?) — польский дворянин, русский военачальник, генерал-лейтенант, гофмейстер.
Участник Бородинского сражения, начальник Резервной дивизии на Северном Кавказе.

## Биография
Родился в 1791 году, сын секунд-майора.
С 1808 года служил офицером в тяжёлой пехоте. Во время Отечественной войны 1812 года был подпоручиком Лейб-гвардии Литовского полка. За отличие в сражении 20 ноября 1812 года был произведён в поручики. Полковник с 1819 года, генерал-майор с 1827, генерал-лейтенант с 1844 года.
В 1840 году был командиром 1-й бригады 7-й пехотной дивизии. На службе находился по февраль 1855 года; возможно, умер в 1855 году, хотя источники указывают и 1868-й, и 1875-й годы.

## Награды
Награждён рядом орденами Российской империи:
- Золотое оружие «За храбрость» (1829)
- орден Св. Владимира 3-й ст. (1830)
- орден «За военное достоинство» (1832)
- орден Св. Станислава 1-й ст. (1833)
- орден Св. Георгия 4-й степени за 25 лет службы (№ 5102; 1 декабря 1835)

## Семья
- Владимир
- Петр — майор
- Иван (1827—19.12.1875), гофмейстер двора, скончался от аневризмы в Париже, похоронен в России.
- Наталья (1836—1889), в замужестве баронесса Вревская (муж — барон Николай Ипполитович Вревский), фрейлина императрицы Марии Александровны, фаворитка императора Александра II (до его знакомства с Екатериной Долгорукой); похоронена на Никольском кладбище Александро-Невской лавры[5].
- Юлия (1838—1878), в замужестве баронесса Вревская; одна из первых сестер милосердия из среды высшего света. Муж — барон Ипполит Александрович Вревский.
- Евгений (1842—?)